# 내편하자
《내편하자》는 한국방송공사의 예능 프로그램이다.

## 기획의도
과몰입 보장 밥상머리 토크쇼, 4명의 '편들러' 프로그램

## 제작진
- 극본 : 양자영
- 연출 : 황지훈

## 출연진
- 박나래
- 엄지윤
- 풍자
- 한혜진